# Courantmark
Il Courantmark o anche Mark Courant è stata una delle monete correnti più usate nell'area delle città della Lega anseatica, nella Germania del nord. È stato anche il precursore del Reichsmark e del marco tedesco.

## Storia
Il marco come moneta va fatto risalire all'omonima unità di misura. A Lubecca già dal XIII secolo era usato il marco di Colonia, che pesava 233,856 grammi. Qui nel 1502 fu coniato il marco come nominale, cioè furono coniate monete d'argento con questo valore. Questo Courant-Mark di Lubecca divenne il mezzo di pagamento usato nel periodo basso medioevo-prima età moderna nella Wendischer Münzverein e al tempo stesso, a causa delle potenza commerciale delle città anseatiche, in tutta l'area del mar Baltico.
Anche dopo la fine della Wendischer Münzverein il Courantmark rimase nella città settentrionali dell'Hansa il mezzo di pagamento più usato prima del tallero. Nell'area del mar Baltico fu, fino al XIX secolo, l'unità base per il commercio, come appare anche nei Buddenbrooks di Thomas Mann, e fu abbandonato solo con l'avvento del Goldmark. Accanto al Courantmark fu usato il Mark Banco, che era invece una moneta di conto pura, usata nei registri commerciali.
Con la nascita del Deutsches Reich il marco, nel 1873, fu scelto, con un compromesso tra il tallero della Germania settentrionale e il Gulden di quella meridionale, come nuova unità monetaria tedesca.